# Breinton
Breinton est une paroisse civile du Herefordshire, en Angleterre.